# Jón Páll Sigmarsson

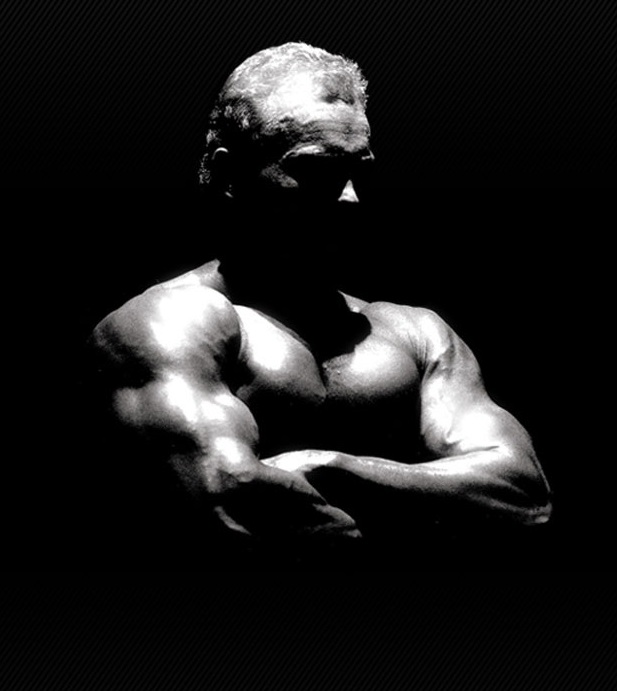
Porträt von Sigmarsson, 1988

Jón Páll Sigmarsson (* 28. April 1960 in Hafnarfjörður; † 16. Januar 1993 in Reykjavík) war ein isländischer Strongman, Powerlifter und Bodybuilder. Er konnte als erster Strongman viermal den Preis „World’s Strongest Man“ gewinnen und ist damit einer der erfolgreichsten Strongmen aller Zeiten. 1981 war er Islands Sportler des Jahres und war einer der bekanntesten isländischen Sportler. 2012 wurde er in die World’s Strongest Man Hall of Fame aufgenommen.

## Leben
Sigmarsson wurde auf einem Bauernhof in Solvangur auf Island am 28. April 1960 geboren. Er verbrachte seine Jugend mit der Robbenjagd, dem Sammeln von Eiern und deren Zubereitung. Seine tägliche Aufgabe war das Tragen von zwei Behältern voll Wasser, die 24 kg wogen, zu dem Bauernhof. Seine Familie arbeitete von früh bis spät, aber nach dem Abendessen verbrachte Sigmarsson seine Freizeit mit dem Lesen von Büchern über starke Menschen, wie Tarzan.
Die körperliche Arbeit in seiner Jugend führte zu der Entscheidung Tischler werden zu wollen. Schon als Jugendlicher war er stolz körperliche harte Arbeit schnell zu erledigen. Die Schnelligkeit, mit der er seine Arbeit erledigte, wurde sein Schlüsselmerkmal in seiner Strongman-Karriere.
Später verbrachte er seine Freizeit im Fitnessstudio. Sigmarsson versuchte sich am olympischen Gewichtheben, aber wegen der Probleme mit dem Begradigen eines Armes ging er zum Powerlifting über. Krafttraining wurde zu seiner Hauptbeschäftigung. Infolgedessen trank er keinen Alkohol mehr, auch wenn seine Freunde es taten. Ragnheiður Sverrisdóttir, die Mutter von Sigmarssons Sohn, war so beeindruckt von seiner Disziplin, dass sie selbst keinen Alkohol mehr trank. Sigmarsson aß ein ganzes Tablett mit Eiern an einem Tag. Er trank weiterhin Shakes mit Thunfisch, Eiern, Bananen und Milch. In einem Interview gab er an, pro Tag auf 20.000 kcal gestiegen zu sein und sagte auch, dass er Körpermasse verlieren würde, wenn er weniger als 6000 kcal zu sich nehmen würde.

## Karriere
| Strongman Wettkämpfe             | Strongman Wettkämpfe |
| -------------------------------- | -------------------- |
| World’s Strongest Man            |                      |
| 2.                               | 1983                 |
| 1.                               | 1984                 |
| 2.                               | 1985                 |
| 1.                               | 1986                 |
| 1.                               | 1988                 |
| 3.                               | 1989                 |
| 1.                               | 1990                 |
| World Muscle Power Championships |                      |
| 1.                               | 1985                 |
| 1.                               | 1986                 |
| 2.                               | 1987                 |
| 3.                               | 1988                 |
| 1.                               | 1989                 |
| 1.                               | 1990                 |
| 1.                               | 1991                 |
| 3.                               | 1992                 |
| World Strongman Challenge        |                      |
| 3.                               | 1987                 |
| 2.                               | 1988                 |
| Pure Strength                    |                      |
| 1.                               | 1987                 |
| Europe's Strongest Man           |                      |
| 3.                               | 1983                 |
| 1.                               | 1985                 |
| 1.                               | 1986                 |
| 3.                               | 1987                 |
| 2.                               | 1988                 |
| 3.                               | 1989                 |
| 4.                               | 1990                 |
| 4.                               | 1992                 |
| Le Defi Mark Ten International   |                      |
| 3.                               | 1985                 |
| 2.                               | 1986                 |
| 5.                               | 1987                 |
| Iceland's Strongest Man          |                      |
| 1.                               | 1985                 |
| 1.                               | 1986                 |
| 1.                               | 1987                 |
| 1.                               | 1990                 |
| 1.                               | 1991                 |
| 1.                               | 1992                 |
| World Mighty Man                 |                      |
| 9.                               | 1992                 |
| Battle of the Giants             |                      |
| 2.                               | 1989                 |

| Powerlifting Wettkämpfe                 | Powerlifting Wettkämpfe | Powerlifting Wettkämpfe |
| --------------------------------------- | ----------------------- | ----------------------- |
| IPF World Powerlifting Championships    |                         |                         |
| 3.                                      | 1981                    | 125 kg                  |
| EPF European Powerlifting Championships |                         |                         |
| 2.                                      | 1980                    | 125 kg                  |
| 2.                                      | 1981                    | 125 kg                  |
| 1.                                      | 1983                    | 125 kg                  |
| NPF Nordic Powerlifting Championships   |                         |                         |
| 2.                                      | 1983                    | +110 kg                 |
| 1.                                      | 1983                    | +125 kg                 |
| 1.                                      | 1983                    | +125 kg                 |

| Highland Games              | Highland Games |
| --------------------------- | -------------- |
| Commonwealth Highland Games |                |
| 1.                          | 1986           |

Mit 24 Jahren gewann er zum ersten Mal den World Strongest Man. In der letzten Disziplin schlug er den amtierenden World’s Strongest Man Geoff Capes beim Armwrestling und schrie dabei “The king, has lost, his crown!”.
Sigmarsson’s Berühmtheit stieg in seiner Rivalität mit dem Wisconsiner Strongman Bill Kazmaier. Es war Sigmarsson’s Athletik gegen Kazmaier’s rohe Stärke.
Der Sport forderte von Sigmarsson seinen Tribut. 1989 konnte er verletzungsbedingt am WSM nicht teilnehmen. 1990 kehrte er zurück und gewann seinen vierten Titel beim World Strongest Man. Er gewann hauchdünn mit einem halben Punkt in Gesamtwertung durch den Sieg in der letzten Disziplin gegen den amerikanischen Strongman O.D. Wilson im 200 m Wettlauf mit einem 220 Pfund Rucksack. Sigmarsson konnte insgesamt viermal den World’s Strongest Man gewinnen und war damit der erste Strongman dem dies gelang.

## Tod
Sigmarsson machte eine Pause vom Wettbewerb und konzentrierte sich auf den Bau eines eigenen Fitnessstudios und um sich mehr auf seinen Sohn Sigmar zu konzentrieren. Am 16. Januar 1993 erlitt er beim Kreuzheben in seinem Fitnessstudio einen traumatischen Herzriss. Infolgedessen starb Sigmarsson mit 32 Jahren an einem Herzinfarkt.

## Zitate
„I am not an Eskimo. I am a Viking!“

„There is no reason to be alive if you can't do deadlift.“

„I may be the fastest strongman in the world, but I think Bill [Kazmaier] is the strongest on his feet.“

## Körpermaße
Mit 27 Jahren wog er 138 kg bei 1,90 m.

## Persönliche Rekorde

### Powerlifting
- Kniebeuge – 365 kg (804,69 pounds) Raw 1984
- Equipped Bankdrücken – 247,5 kg (545,65 pounds) in einem Prototyp eines Bankdrückshirts
- Bankdrücken – 235 kg (518,09 pounds) Raw 1984
- Kreuzheben – 370 kg (815,71 pounds) Raw 1984 (europäischer Rekord 1984)
- Kreuzheben – 400 kg (881 pounds) Raw ohne Zughilfen 1986
- Total – 970 kg (365/235/370) / 2138,48 pounds (804,69/518,09/815,71)

Quellen: Jon-Pall Sigmarsson Tribute Page und allpowerlifting.com

### Strongman
- rechteckiges Rad Deadlift – 523 kg (1153 pounds) – Pure Strength 1987 (Weltrekord 1987)
- Ochsenkarren Deadlift – 515 kg (1133 pounds) – World’s Strongest Man 1985
- Silberdollar Deadlift (18 inches with wrist straps) – 525 kg (1157 pounds) – World’s Strongest Man 1983
- Einhändige Deadlift (Raw without wrist straps) – 250 kg (551 pounds)
- Log Lift – 165 kg (364 pounds) – Iceland's Strongest Man 1987 (Weltrekord 1987)
- Rock Lift – 125 kg
- Schubkarre schieben – 3000 pounds (1361 kg) 3,06 m weit

Quellen: strongestman.billhenderson.org und tv.com
Außerdem hat er die Weltrekorde im Claymore Lift, in den McGlashen Stones und im Kanone ziehen während der Pure Strength 1987 aufgestellt.
Im Guinness-Buch der Weltrekorde steht er für das heben der größten Whiskey Flasche der Welt.

### Trainingsrekorde
- Bankdrücken – 250 kg (551 lb) Raw
- Kreuzheben – 427,5 kg (942,47 lb) mit Zughilfen
- Kniebeuge – 390 kg (858 lb) Raw